# Terehove, Berdîciv
Terehove (în ucraineană Терехове) este localitatea de reședință a comunei Terehove din raionul Berdîciv, regiunea Jîtomîr, Ucraina.

## Demografie
Componența lingvistică a localității Terehove
     Ucraineană (97,72%)
     Rusă (2,28%)
Conform recensământului din 2001, majoritatea populației localității Terehove era vorbitoare de ucraineană (97,72%), existând în minoritate și vorbitori de rusă (2,28%).

## Personalități născute aici
- Joseph Conrad (1857 - 1924), romancier englez de origine poloneză.